# Ahsoka Tano
Vous lisez un « bon article » labellisé en 2016.
Cet article concerne le personnage. Pour le roman de E. K. Johnston, voir Ahsoka. Pour la série, voir Ahsoka.
Personnage de fiction apparaissant dans
Star Wars.
Ahsoka Tano est un personnage de Star Wars. Originaire de la planète Shili, elle est amenée dès l'enfance sur Coruscant afin d'être formée en tant que Jedi. Au début de la Guerre des clones, Ahsoka devient l'apprentie d'Anakin Skywalker et participe à de nombreuses batailles. Durant la deuxième année de guerre, elle est accusée d'un meurtre qu'elle n'a pas commis et quitte finalement l'ordre Jedi bien qu'elle ait été innocentée.
Après la transformation de la République galactique en un Empire autoritaire et l'élimination de l'ordre Jedi, Ahsoka rejoint un réseau de cellules rebelles dont elle devient un élément important. Sous le nom de code Fulcrum, elle fournit des renseignements à diverses factions rebelles. Sa lutte contre l'Empire lui permet de retrouver Skywalker, qui est devenu entre-temps le Seigneur noir des Sith Dark Vador. Lors d'un combat contre son ancien maître, ce dernier s'apprête à tuer Ahsoka. Elle est sauvée au dernier moment par Ezra Bridger, un apprenti Jedi.
Elle est créée par George Lucas, le créateur de Star Wars, pour le film d'animation Star Wars: The Clone Wars et la série télévisée du même nom. Par la suite, le personnage intègre les séries Star Wars Rebels, Forces du destin et Tales of the Jedi. C'est l'actrice américaine Ashley Eckstein qui prête sa voix à Ahsoka dans la version originale.
En plus des mises en roman de plusieurs épisodes de The Clone Wars et Rebels, Ahsoka apparaît dans de nombreux romans, bandes dessinées, guides, jeux vidéo et figurines, ainsi que dans les séries télévisées The Mandalorian, Le Livre de Boba Fett, puis en personnage principal de Ahsoka  où elle est interprétée par Rosario Dawson.
Le personnage d'Ahsoka a généralement été bien reçu par les critiques et est considéré comme l'un des personnages féminins les plus importants de la saga.

## Univers
L'univers de Star Wars se déroule dans une galaxie qui est le théâtre d'affrontements entre les chevaliers Jedi et les Seigneurs noirs des Sith, personnes sensibles à la Force, un champ énergétique mystérieux leur procurant des pouvoirs psychiques. Les Jedi maîtrisent le côté lumineux de la Force, pouvoir bénéfique et défensif, pour maintenir la paix dans la galaxie. Les Sith utilisent le côté obscur, pouvoir nuisible et destructeur, pour leurs usages personnels et pour dominer la galaxie.
Pour amener la paix, une République galactique a été fondée avec pour capitale la planète Coruscant. Cependant, certains membres de la République pensent que celle-ci est corrompue. Afin de prendre le contrôle de la galaxie, ils se font nommer les Séparatistes et dirigent une armée droïde. Pour contrer les plans de domination des Séparatistes, la République se dote quant à elle d'une armée de soldats clones dirigée par les Jedi. Les deux armées s'affrontent pour la première fois durant la bataille de Géonosis en 22 av. BY,. À la suite de cette bataille, la guerre des clones débute avec pour enjeux la paix ou la prise du pouvoir.

## Biographie

### AvantThe Clone Wars
Ahsoka Tano est une Togruta née en 36 av. BY sur la planète tellurique Shili. Après avoir été abandonnée par ses parents, elle est découverte par le maître Jedi Plo Koon lors d'une mission au cours de laquelle il s'aperçoit qu'elle est sensible à la Force. Elle est alors amenée au temple Jedi, sur la planète Coruscant, et intégrée à l'Ordre à l'âge de trois ans. Depuis, elle entretient un lien étroit avec Plo Koon qu'elle voit souvent comme un modèle à suivre. Durant sa formation Jedi, Ahsoka montre qu'elle peut apprendre vite, mais elle affiche également une attitude rebelle. Malgré cela, le maître Jedi Yoda l'élève au rang de padawan à l'âge de quatorze ans, soit deux ans avant la moyenne.

### The Clone Wars

#### Deux années de guerre
Après le début de la Guerre des clones, Ahsoka, toujours âgée de quatorze ans, est affectée par le maître Jedi Yoda en tant qu'apprentie d'Anakin Skywalker. Elle désire alors prouver à son maître qu'elle est digne d'être son apprentie. Yoda assigne Ahsoka à Anakin pour que le jeune Jedi puisse avoir un plus grand sens des responsabilités, mais Anakin est d'abord frustré par cette décision. Leurs interactions précoces, d'un ton malicieux et querelleur, donnent naissance à des surnoms, Anakin appelant son apprentie « Chipie » pour sa vive attitude et Ahsoka l'appelant « Skyman » comme un jeu de mots sur son nom de famille. Après avoir obtenu le respect d'Anakin lors d'une mission dangereuse sur la planète Christophsis, le jeune Jedi accepte qu'Ahsoka soit son apprentie, puis ils partent en mission pour sauver le fils de Jabba le Hutt, un chef d'une organisation criminelle. En dépit de son manque d'expérience lors de son entrée dans la guerre des clones, Ahsoka n'hésite pas à partager son opinion, ce qui s'avère souvent utile, même durant les moments inopportuns. Malgré un début de relation difficile avec Anakin, le maître et son apprentie créent rapidement un lien fort fondé sur le respect mutuel et une sincère préoccupation de l'autre.

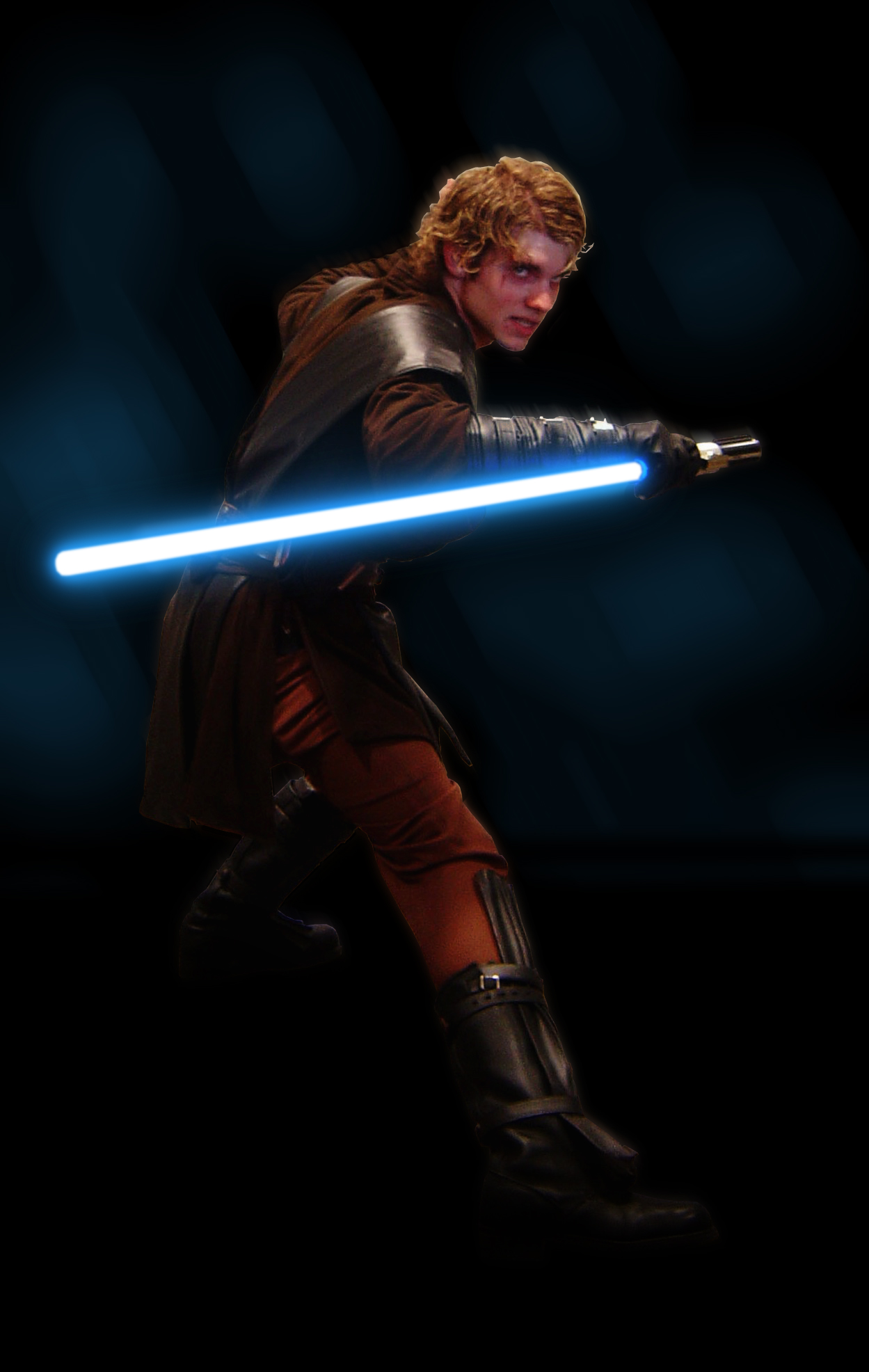
Cosplay d'Anakin Skywalker.

Durant les deux années suivantes passées aux côtés d'Anakin, Ahsoka devient commandant dans l'armée de la République galactique tout en continuant sa formation de Jedi,. Anakin et Ahsoka développent alors une affection mutuelle, où chacun apprend beaucoup de l'autre, parfois en prenant de grands risques pour se protéger ou se sauver réciproquement. Certaines des actions d'Anakin prises lorsqu'Ahsoka est exposée au danger montre ses tendances les plus sombres, comme l'utilisation de la violence ou de la torture. Durant toute la guerre, Anakin dirige ses troupes, les soldats clones, avec le capitaine Rex. Ahsoka considère alors ce dernier comme son mentor et son ami. Dès les premières missions attribuées à Anakin et Ahsoka, l'apprentie réussit, notamment, à stopper la propagation du virus mortel de l'ombre bleue et à briser le blocus Séparatiste de la planète Ryloth,. Peu après, elle participe à la seconde bataille de Géonosis et empêche la chasseuse de primes Aurra Sing d'assassiner la sénatrice Padmé Amidala.
Plus tard, Ahsoka escorte Padmé illégalement sur la planète Raxus, où se situe le Sénat Séparatiste, afin que la sénatrice puisse rendre visite à une ancienne amie, Mina Bonteri, une sénatrice Séparatiste. Ahsoka rencontre alors Lux Bonteri, le fils de la sénatrice. Au cours de leur discussion et malgré leur affiliation opposée, une attirance se crée entre Ahsoka et Lux. Après cela, elle se rend avec Anakin et le maître Jedi Obi-Wan Kenobi, l'ancien maître d'Anakin, sur le monde de Mortis. Elle est alors capturée par le Fils, un être très sensible à la Force qui représente le côté obscur. Ce dernier, par morsure, infecte Ahsoka au côté obscur. Il la laisse affronter Anakin et Obi-Wan afin qu'il puisse récupérer la dague de Mortis, l'arme capable de tuer le Fils. Alors que le combat se poursuit, la Fille, un autre être très sensible à la Force qui représente le côté lumineux, remarque les actes de son frère et intervient, ce qui interrompt le combat. Cependant, Ahsoka parvient à récupérer la dague, apportée par Obi-Wan, et la donne au Fils. Son objectif rempli, il pose un doigt sur le front d'Ahsoka, ce qui la tue. La Fille parvient néanmoins à redonner vie à Ahsoka avant de mourir à la suite d'un coup fatal donné par le Fils. Ce dernier meurt finalement de la main d'Anakin.
Lors d'une mission sur la planète Felucia, Ahsoka est assommée et kidnappée par un chasseur Trandoshan, un reptile humanoïde. Elle se réveille désarmée dans une cage, puis est libérée dans une jungle afin d'être chassée et tuée. Elle rencontre alors d'autres apprentis Jedi capturés avec qui elle tente de s'enfuir. Alors qu'ils luttent encore pour rester en vie, le groupe reçoit l'aide inattendue d'un nouveau captif : un Wookiee nommé Chewbacca. À partir d'une épave d'un vaisseau Trandoshan, le Wookiee assemble un communicateur pour envoyer un signal de détresse. Peu après, plusieurs guerriers Wookiee, dirigés par le général Tarfful, arrivent, ce qui permet à Ahsoka de retourner au temple Jedi et de retrouver Anakin. Obi-Wan, Anakin et Ahsoka se rendent par la suite sur la planète Kiros, où une colonie de Togrutas a mystérieusement disparue. Sur la planète, Ahsoka aide Anakin à affronter l'armée Séparatiste et à désarmer plusieurs bombes. Pour localiser les colons disparus, ils se rendent sur le monde des Zygerriens, un peuple d'esclavagistes. Anakin et Obi-Wan se font alors passer pour des esclavagistes, tandis qu'Ahsoka fait semblant d’être une esclave. Afin de savoir le lieu où est retenue la colonie, elle tente de capturer la reine de Zygerria, mais échoue et finit inconsciente dans une cage. Cependant, Anakin parvient à obtenir l'information et à libérer son apprentie. Ils partent alors sauver Obi-Wan, qui a été démasqué et enfermé dans un camp d'esclaves sur la planète Kadavo. Tandis qu'Anakin se charge de neutraliser les défenses du camp, Obi-Wan arrive à s'enfuir. Avec l'aide du maître Jedi Plo Koon, arrivé en renfort, Ahsoka parvient à sauver ses compatriotes Togrutas.
Plus tard, sur la planète pacifique Mandalore, Ahsoka retrouve Lux Bonteri qui révèle que sa mère a été assassinée par le comte Dooku, le commandant suprême des Séparatistes. Lux implique alors Ahsoka dans sa quête de vengeance. Pour cela, il se rend, contre l'avis d'Ahsoka, sur la planète Carlac afin de trouver les Death Watch, un groupe qui désire également la mort de Dooku. Afin de ne pas se faire repérer, Ahsoka annonce être la fiancée de Lux, où ce dernier l'embrasse dans le cadre de leur couverture. Cependant, l'identité Jedi d'Ahsoka est découverte et elle et Lux se voient contraint de retourner à leur vaisseau pour s'enfuir. À bord, Lux décide de ne pas suivre Ahsoka sur la planète Coruscant, la capitale de la République. Il part alors à bord d'une capsule de sauvetage après lui avoir promit qu'ils se retrouveront.
C'est le cas sur la planète Onderon, où des rebelles demandent l'aide des Jedi. En effet, le nouveau roi s'est allié avec les Séparatistes, mais de nombreux citoyens refusent de reconnaître la légitimité du roi et de son alliance, ce qui conduit à la formation d'un groupe de rebelles sur Onderon. Ahsoka, Anakin et Obi-Wan se rendent alors sur la planète afin de former les rebelles à diverses tactiques de combat, mais sans l'autorisation du Conseil Jedi. Ahsoka instruit alors les rebelles sur la façon de lutter contre différents types de droïdes de combat. Elle rencontre ainsi Saw Gerrera, l'un des chefs rebelles, et sa sœur Steela. Ahsoka retrouve ainsi parmi les rebelles, Lux, qui est natif de ce monde. Cependant, elle remarque que ce dernier est désormais proche de Steela. Peu après, Anakin et Obi-Wan décident de retourner sur Coruscant pour faire un rapport au Conseil Jedi, tandis qu'Ahsoka reste en tant que conseillère des opérations sans avoir le droit d'intervenir. Elle reste toutefois douloureusement consciente de l'attirance entre Lux et Steela. Anakin, par hologramme, rassure son apprentie en lui disant qu'il comprend ce qu'elle ressent, ce qui étonne Ahsoka et lui fait voir une nouvelle facette d'Anakin. De son côté, le nouveau roi soupçonne que l'ancien souverain est à l'origine de la rébellion. Il décide alors de l'exécuter sur la place publique pour en faire un exemple. Les rebelles arrivent à empêcher l'exécution, mais ne parviennent pas à s'échapper en raison d'un important groupe de super droïdes de combat et de droïdekas. La situation oblige alors Ahsoka à intervenir en tant que Jedi devant le peuple. Une fois à l'abri, Ahsoka informe Anakin et Obi-Wan que les Séparatistes savent désormais que les Jedi aident les rebelles, ce qui va intensifier les combats. Afin d'en finir, les rebelles décident qu'il faut porter un coup décisif contre le roi. Avant la bataille, Steela embrasse Lux afin de prouver qu'elle partage les mêmes sentiments que le jeune homme. Témoin et surprise de la scène, Ahsoka doit se résigner, en raison du code Jedi à ne pas avoir d'attachement. Elle donne alors un léger coup de poing fraternel à Lux. Le roi envoie plusieurs véhicules de combat et un important escadron de droïdes contre les rebelles. Durant les affrontements, un véhicule de combat s'écrase, ce qui fragilise le bord de la falaise où se trouve Steela. Le bord s'effondre, ce qui oblige Steela à s'accrocher pour ne pas tomber. Lux se précipite pour la sauver, mais il se retrouve dans la même situation. Ahsoka utilise alors la Force pour le faire léviter et le ramener en sécurité. Elle tente de faire la même chose pour Steela, mais le vaisseau de combat droïde tire et blesse Ahsoka, ce qui stoppe la lévitation et provoque la chute mortelle de Steela. Débordé par la rébellion, le comte Dooku décide d'évacuer les restes de ses forces et ordonne au général droïde Kalani d'exécuter le roi qui lui est désormais inutile. De son côté, Lux est promu sénateur d'Onderon et ramène sa planète au sein de la République.

#### Un départ imprévu
Par la suite, Ahsoka est accusée du meurtre de Letta Turmond, une citoyenne de Coruscant responsable d'un attentat mortel dans le temple Jedi. Anakin croit dès le départ qu'elle est innocente et décide de mener l'enquête. Il découvre alors que la véritable coupable est Barriss Offee, une autre apprentie Jedi. Finalement innocentée, Ahsoka se sent trahie par le conseil Jedi et décide de quitter l'Ordre, ce qui laisse Anakin sans voix et sans apprentie. 

« Je suis désolée maître, mais je ne reviens pas. »

— Ahsoka Tano à Anakin Skywalker
Le départ d'Ahsoka a eu un impact sur certaines personnes qu'elle connaissait. Au cours d'une quête pour découvrir les secrets de l'immortalité, Yoda est confronté à une vision de la Grande purge Jedi. Dans celle-ci, il voit Ahsoka mourir dans une salle du temple Jedi, où elle demande au vieux maître si elle fera toujours un avec la Force après avoir été expulsée de l'Ordre Jedi. La vision est le résultat de la culpabilité qu’éprouve Yoda pour l'avoir conduite malgré lui sur le chemin du départ. Elle meurt ensuite couchée aux côtés du maître Jedi Mace Windu et de nombreux apprentis. Puis, dans une seconde vision de Yoda, elle apparaît faisant encore partie de l'Ordre Jedi, mais disparaît comme tous les autres Jedi au moment d'une attaque du comte Dooku.
Son ancien maître, Anakin, est particulièrement touché par son départ. Il se sent alors davantage seul à devoir répondre aux attentes d'être l'Élu de la prophétie, qui consiste à détruire les Sith et rétablir l'équilibre dans la Force. Lors d'une mission sur la planète Utapau avec Obi-Wan, Anakin décide de contacter Ahsoka pour demander de l'aide, mais il se rappelle ensuite qu'elle a quitté l'Ordre Jedi. Le jeune Jedi avoue à Obi-Wan que son apprentie lui manque et qu'elle aurait dû rester dans l'Ordre, la décrivant comme « l'une des nôtres ». Il ajoute que le conseil Jedi a tourné le dos à Ahsoka, mais Obi-Wan lui rappelle que c'était sa décision de quitter l'Ordre,.

#### Fin de la guerre
Après son départ de l'ordre Jedi, Ahsoka essaie de vivre comme une personne normale sur Coruscant. Alors qu'elle erre dans les niveaux inférieurs de la planète, Ahsoka rencontre deux sœurs nommées Trace et Rafa Martez,. Plus tard, Ahsoka revient vers Anakin et Obi-Wan afin d'apporter son aide contre l'ancien Sith Dark Maul. Elle ne revient pas dans l'Ordre, mais fait toujours confiance à Anakin et Obi-Wan. Maul et ses acolytes criminels ont mis en place un siège sur Mandalore afin d'occuper la planète. Cela oblige la République à envoyer Anakin, Obi-Wan et un bataillon de soldats clones pour débarrasser la planète du règne de Maul. Ahsoka retrouve les deux Jedi en personne pour les aider, mais Yoda les interrompt. Ce dernier ordonne à Anakin et Obi-Wan de retourner sur Coruscant, où la planète est attaquée et le chancelier Palpatine enlevé par le général Grievous,.

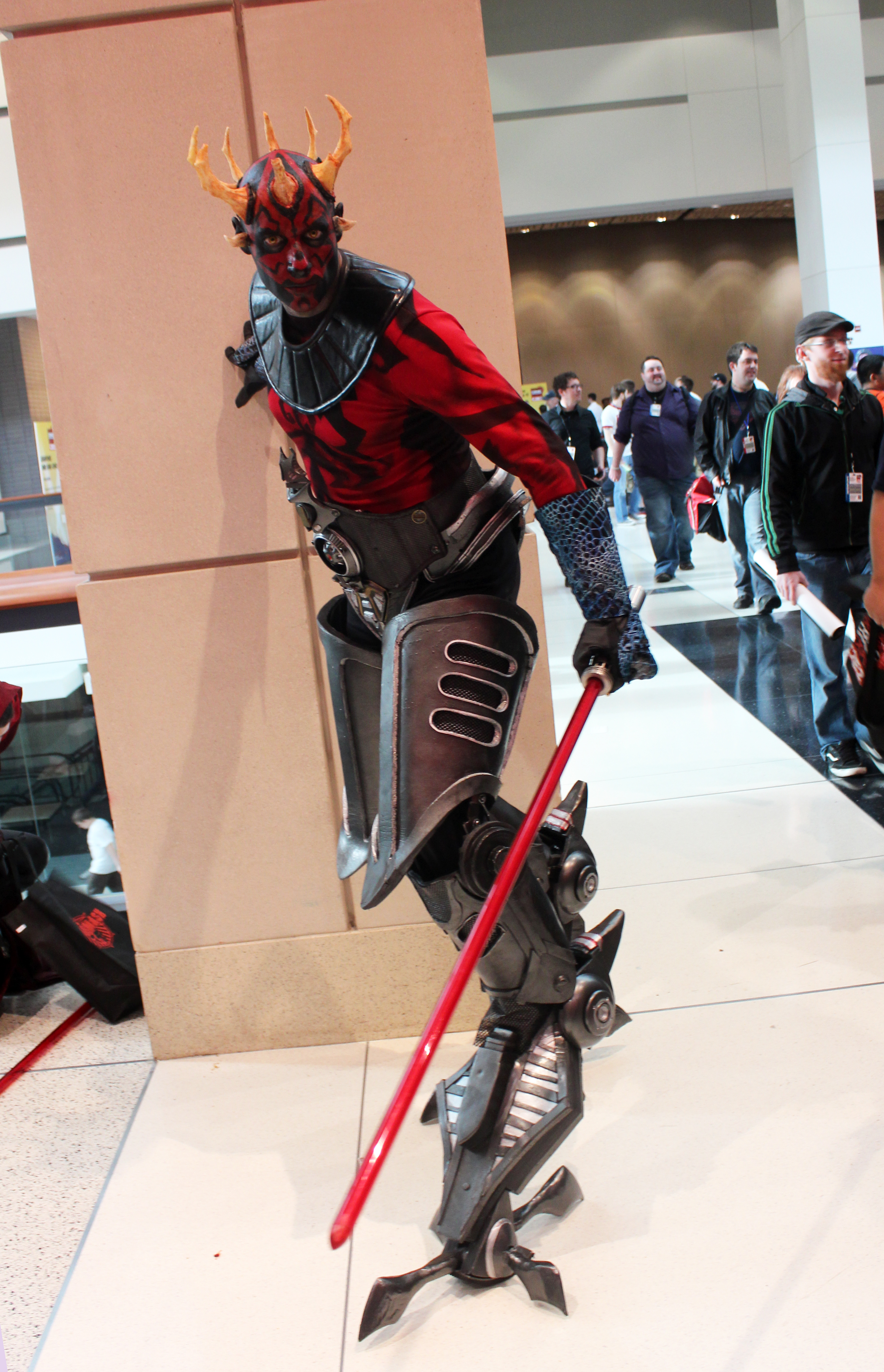
Cosplay de Dark Maul.

Avant de partir, Anakin révèle à son ancienne apprentie qu'il est fier d'elle et lui laisse une partie du bataillon de clones, incluant le capitaine Rex, afin de continuer le combat sur Mandalore. Ahsoka reprend également ses sabres laser qu'Anakin a pu récupérer. Lors d'un combat entre Maul et Ahsoka, cette dernière parvient à capturer Maul. Cependant, tous les efforts d'Ahsoka deviennent vain lorsque le chancelier Palpatine, qui se révèle être le seigneur Sith Dark Sidious, lance l'Ordre 66, une commande dévastatrice qui ordonne aux clones de se retourner contre les Jedi et de les abattre. L'Ordre permet à Maul de s'échapper. En conséquence, les clones sous les ordres d'Ahsoka se retournent contre elle, mais Ahsoka parvient à retirer la puce inhibitrice de Rex, un implant cérébral qui contraint chaque clone à se conformer à l'Ordre 66, et ils font équipe pour essayer de survivre à la mutinerie due à l'ordre 66. Ahsoka et Rex parviennent à échapper aux clones, mais ils doivent simuler leur mort. Ils mettent alors l'armure de Rex sur un corps d'un clone mort, qui, en conséquence, a la même apparence physique, et l'enterrent. Afin de simuler également sa mort à l'Empire, la nouvelle organisation qui remplace la République, Ahsoka dépose ses sabres dans la tombe. Estimant qu'il était trop dangereux de rester ensemble, Rex et Ahsoka se séparent.

### EntreThe Clone WarsetRebels
Un an après l'exécution de l'Ordre 66, la plupart des soldats clones ne sont plus en service et sont remplacés par les stormtroopers. De son côté, Ahsoka mène une vie paisible, sous le pseudonyme d'Ashla, sur la planète Thabeska en tant que mécanicienne. Plus tard, elle se déplace sur la lune de Raada où elle se lie d'amitié avec une habitante. Cependant, les forces impériales arrivent afin d'occuper la lune, ce qui créé un mouvement d'opposition dont fait partie Ahsoka. Au cours d'une confrontation, Ahsoka se voit contrainte d'utiliser la Force. Cette action alerte un Inquisiteur, une personne sensible à la Force chargée de traquer les derniers Jedi, nommé le Sixième Frère, de sa présence sur Raada. Elle finit par quitter la lune et rencontre une personne d'importance qui a suivi ses exploits : Bail Organa, le sénateur d'Alderaan. Après avoir expliqué la situation sur Raada, il accepte de l'aider. En attendant, Ahsoka réalise qu'elle devra à nouveau utiliser des sabres laser. Elle envisage alors de revenir sur Mandalore pour chercher ses sabres, mais estime finalement qu'il est douteux qu'ils soient restés là où elle les a laissés. Ses sabres ont été laissés sur Mandalore afin de convaincre quiconque qu'elle était morte, et les reprendre pourrait compromettre cet effort. Elle décide alors de fabriquer de nouveaux sabres. Ahsoka doit alors aller sur la planète Ilum afin de trouver des cristaux, le cœur des sabres laser. Cependant, elle constate que l'Empire s'est emparé de la planète et de ses ressources. Après un peu de méditation, elle entend, via la Force, deux cristaux qui se trouvent sur Raada. Une fois arrivée, Ahsoka apprend l'existence du Sixième Frère et découvre que les cristaux sont ceux du sabre laser à double lame de l'Inquisiteur. Au cours de leur duel, elle parvient à prendre les deux cristaux, ce qui provoque l'explosion de l'arme et tue l'Inquisiteur. À sa surprise, quand elle place les cristaux dans ses sabres, la couleur rouge se purifie et devient du blanc. Peu de temps après, Ahsoka révèle à Bail qu'elle veut aider la rébellion. Elle choisit alors le nom de code Fulcrum et jure de faire ce qu'elle peut pour aider.

### Rebels
Quatorze ans après la fin de la guerre des clones, alors que l'Empire galactique est désormais au pouvoir, Ahsoka trouve une nouvelle cause à travers une jeune Alliance rebelle. Elle communique alors avec des cellules rebelles sous le nom de Fulcrum et transmet des fournitures et des plans d'attaques contre l'Empire. L'une de ces cellules est l'équipage du vaisseau Ghost, qui opère sur la planète Lothal. Fulcrum communique alors seulement avec Hera Syndulla, la propriétaire et pilote du vaisseau, via la radio avec une voix déguisée, et s'identifie seulement par son nom de code. Afin que les rebelles reconnaissent le matériel qu'elle fournit sans dévoiler sa véritable identité, Fulcrum laisse un symbole similaire à l'une de ses marques faciales.
Plus tard, alors que l'équipage tente de sauver l'un des leurs, Kanan Jarrus, un Jedi, de l'Empire, ils sont rejoints par d'autres cellules rebelles et même par Ahsoka. Celle-ci décide alors de renoncer au nom de code Fulcrum et déclare que les cellules rebelles doivent commencer à travailler ensemble afin de combattre plus efficacement l'Empire,.
Par la suite, Ahsoka continue d'aider les rebelles ainsi que l'équipage du Ghost. Cependant, le seigneur Sith Dark Vador parvient à trouver la flotte rebelle, où se trouve Ahsoka. Elle découvre, choquée, via la Force, la véritable identité du seigneur Sith qui n'est autre qu'Anakin Skywalker, son ancien maître Jedi. En même temps, Vador sent par la Force que son « apprentie est toujours en vie »,. Le Ghost et le reste de la flotte parviennent tout de même à s'échapper. Après cela, Ahsoka envoie l'équipage du Ghost recruter son vieil ami, le capitaine Rex.
Lorsqu'il revient à bord du vaisseau rebelle, Rex et Ahsoka se retrouvent avec émotion après tant d'années. Alors qu'elle essaie d'en apprendre davantage sur Vador, Ahsoka enquête sur des jeunes novices sensibles à la Force kidnappés par les Inquisiteurs, des personnes aussi sensibles à la Force chargés de traquer les derniers Jedi. Ahsoka finit par retrouver leur trace et sauve alors Kanan et son apprenti Ezra Bridger des Inquisiteurs, qu'elle réussit à battre avec facilité.
Plus tard, elle, Kanan et Ezra se rendent dans le temple Jedi sur Lothal afin de prendre contact avec le maître Jedi Yoda pour savoir comment vaincre Vador et les Inquisiteurs. C'est alors qu'elle a une vision d'Anakin qui lui reproche d'avoir été égoïste quand elle est partie de l'Ordre Jedi, de l'avoir abandonné et déçu et ainsi regarder ce qu'il est devenu.
Sur un conseil de Yoda, ils se rendent sur la planète Malachor afin de trouver des informations pour vaincre leurs ennemis. Celles-ci sont situées dans un temple Sith à l’intérieur d'un holocron, une base de données. Une fois arrivés, ils sont rejoints par Vador. Alors que ce dernier s'apprête à tuer Ezra qui est en possession de l'holocron, Ahsoka intervient verbalement. Vador propose alors à Ahsoka de révéler l'emplacement des Jedi restants contre l'indulgence de l'Empereur.

« Je ne t'abandonnerai pas. Non, pas cette-fois. »

— Ahsoka Tano à Anakin Skywalker
Elle refuse et répond que son ancien maître, Anakin, n'aurait jamais été aussi ignoble. Vador prétend avoir détruit Anakin Skywalker pour sa faiblesse, Ahsoka jure alors de le venger. Elle engage ainsi le combat contre Vador, mais le Sith prend le dessus et fait chuter Ahsoka. Vador tente alors à nouveau de récupérer l'holocron auprès d'Ezra, mais il est interrompu par une féroce attaque d'Ahsoka. Celle-ci fissure le masque de Vador et révèle une partie du visage d'Anakin. Ahsoka promet alors de ne pas l'abandonner au mauvais côté de la Force. Cependant, Vador, après un court moment de réflexion, lui annonce qu'elle va mourir. Le combat s'engage à nouveau entre les deux, ce qui permet à Kanan et Ezra d'échapper à Vador et à la soudaine destruction du temple. Finalement, le combat est interrompu par la destruction du temple. Vador parvient à s'en extraire, mais pas Ahsoka. Une fois Kanan et Ezra rentrés à la base rebelle, Rex se rend tristement compte que son amie n'est pas de retour.
Ahsoka réapparaît longtemps après grâce à Ezra. Précédemment, alors que le temple de Malachor est désormais verrouillé, Ahsoka et Vador s'engagent à nouveau dans le combat. Ahsoka réussit à retenir le Seigneur Sith pendant quelques instants, mais perd rapidement contre Vador qui prend l'avantage. Cependant, alors que Vador s'apprête à tuer son ancienne apprentie, un portail apparaît soudainement derrière Ahsoka. Une silhouette l'attrape alors par l'épaule et lui permet d'entrer dans une mystérieuse dimension. Parallèlement, Vador tombe du sol via une fissure créée précédemment par Ahsoka. De l'autre côté du portail, Ahsoka est surprise que la silhouette s'avère être Ezra, mais plus âgé. Ce dernier lui révèle qu'il l'a sauvée avant que Vador ne puisse lui donner le coup fatal. Confuse, Ahsoka demande alors à Ezra d'expliquer son arrivée et où est Kanan. Ezra lui révèle simplement qu'elle a manqué beaucoup d'événements et que Kanan s'est sacrifié. Il en conclu que s'il peut sauver Ahsoka, alors il peut faire de même envers son maître. Ahsoka l'avertit que s'il le fait, lui et les autres rebelles mourront.
Après avoir accepté la mort de Kanan, Ahsoka et Ezra décident de sortir de la dimension où sont situés les portails. Soudainement, un nouveau portail, centré sur Kanan, s'ouvre. Ce dernier s'avère être un piège de l'Empereur qui tente de manipuler Ezra pour que ce dernier lui permette de voyager à travers les mondes et le temps. Ahsoka et Ezra s'entraident alors pour échapper aux attaques de l'Empereur. Cependant, ils se séparent durant leur fuite, mais se promettent de se retrouver plus tard. Alors qu'Ezra retourne au portail d'où il venait, Ahsoka se dirige vers un autre portail qui la ramène vers le temple de Malachor. Elle se dirige ensuite vers les ruines du temple.
Quatre ans après, la Bataille d'Endor voit la chute de l'Empereur et de son Empire. De son côté, Ahsoka repart en mission aux côtés de Sabine Wren, un membre de l'équipage du Ghost, pour explorer la galaxie à la recherche d'Ezra qui a disparu lors de la bataille finale pour la libération de Lothal.

### L'Ascension de Skywalker
Trente-et-un ans plus tard,, lors de l'affrontement final entre la Jedi Rey et l'Empereur, la voix d'Ahsoka est parmi les voix de nombreux autres Jedi défunts qui se manifestent pour aider Rey à terrasser à jamais l'Empereur Sith.

### The Mandalorian,puis une sérieAhsoka
Pour Dave Filoni, Ahsoka ne doit pas être considérée comme un personnage animé, mais plutôt comme un personnage qui peut exister « dans toutes les formes de médias »,. En février 2017, l'actrice américaine Rosario Dawson révèle son intérêt sur Twitter à vouloir jouer Ahsoka dans un film en prises de vues réelles, elle l'interprétera finalement dans la saison 2 de la série dérivée The Mandalorian. Deux mois plus tard, lors de l'émission Good Morning America, elle réaffirme vouloir interpréter le personnage. Entre 2017 et 2018, Ahsoka est présente dans une mini-série d'animation, canon, intitulée Star Wars : Forces du destin. Ashley Eckstein prête à nouveau sa voix au personnage. Lors de la Star Wars Celebration, en avril 2017, Eckstein indique qu'elle aimerait qu'un film centré sur Ahsoka soit réalisé.

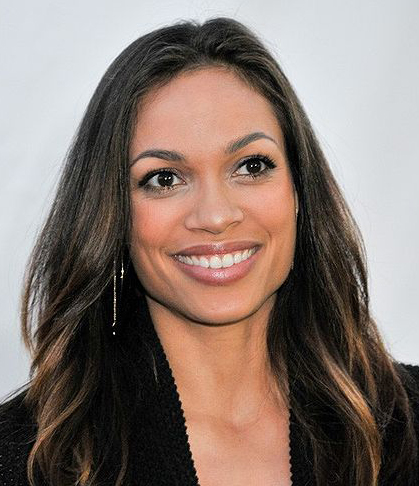
Rosario Dawson en 2009.

Ahsoka Tano jouée par Rosario Dawson est le personnage central de l'épisode 5 de la saison 2 (chapitre 13) de The Mandalorian mis en ligne sur Disney+ fin novembre 2020. Dans la foulée, Disney et Lucasfilm annoncent plusieurs séries devant se dérouler dans le même cadre temporel que The Mandalorian, c'est-à-dire dans les années suivant Le retour du Jedi et la chute de l'Empire galactique. Parmi elles, figure Ahsoka, une série centrée sur la Jedi avec Rosario Dawson dans le rôle titre. La diffusion de celle-ci a commencé sur Disney+ le mercredi 23 août 2023.

## Caractéristiques
Ahsoka est une togruta à peau orange. Comme toutes les personnes de son espèce, elle possède une paire de cornes, nommés montrals, qui poussent à la base du crâne ainsi que trois tentacules reliés aux cornes et placés autour de la tête, deux sur chaque côté de l'avant et le troisième à l'arrière. Grâce à ces montrals, elle peut détecter quoi que ce soit jusqu'à vingt-cinq mètres par écholocalisation. Ahsoka a un tempérament situé entre celui d'Anakin Skywalker, son maître Jedi, et d'Obi-Wan Kenobi, l'ancien maître d'Anakin. Tandis qu'Anakin s'emporte, Obi-Wan réfléchit avant de prendre des décisions. Elle apprécie l'impétuosité d'Anakin, mais admire la patience et la réflexion dont fait preuve Obi-Wan. Dès le début de sa formation auprès d'Anakin, Ahsoka est impétueuse et défie son maître de penser différemment. Tandis qu'elle est présente pour apprendre d'Anakin, ce dernier apprend lui aussi beaucoup d'elle.
Selon Ashley Eckstein, qui prête sa voix au personnage d'Ahsoka, la relation entre Anakin et Ahsoka contribue à former le cœur émotionnel de la série. Durant le long métrage Star Wars: The Clone Wars et les deux premières saisons de la série du même nom, Ahsoka est vêtue d'un bustier tubulaire avec une minijupe, un legging blanc et des bottes hautes. Elle possède un sabre laser, l'arme officielle des Jedi, de couleur vert, qu'elle manie sous la forme de combat au sabre nommée « Shien ». Dès l'épisode Héros des deux côtés de la troisième saison, Ahsoka, qui est plus âgée et mature, opte pour une nouvelle tenue plus couverte avec une jupe longue, ainsi que des jambières et de nouvelles bottes. Elle dispose dès lors d'un second sabre laser, également de couleur vert.
Dave Filoni, superviseur de la réalisation de la série, décrit ce changement comme le reflet de ce qu'elle vit durant la guerre et de l'approche des événements et du design de La Revanche des Sith. De son côté, Ashley Eckstein juge la nouvelle tenue comme plus appropriée pour un Jedi. L'actrice estime que la tenue n'est pas excessivement féminine en raison de la personnalité d'Ahsoka qu'elle voit comme un garçon manqué. Dans la série Star Wars Rebels, qui se déroule quatorze ans après la fin de la guerre des clones, Ahsoka porte désormais une armure, trouvée dans un ancien temple Jedi, inspirée par des photographies de femmes samouraïs. Elle possède à nouveau deux sabres laser mais, cette fois-ci, de couleur blanc afin d'indiquer qu'elle n'est pas un Jedi ou un Sith. Ses marques faciales ont également été modifiées afin de montrer le vieillissement du personnage. Ahsoka est alors plus responsable et communique calmement en adoptant des gestes gracieux.

## Interprétation

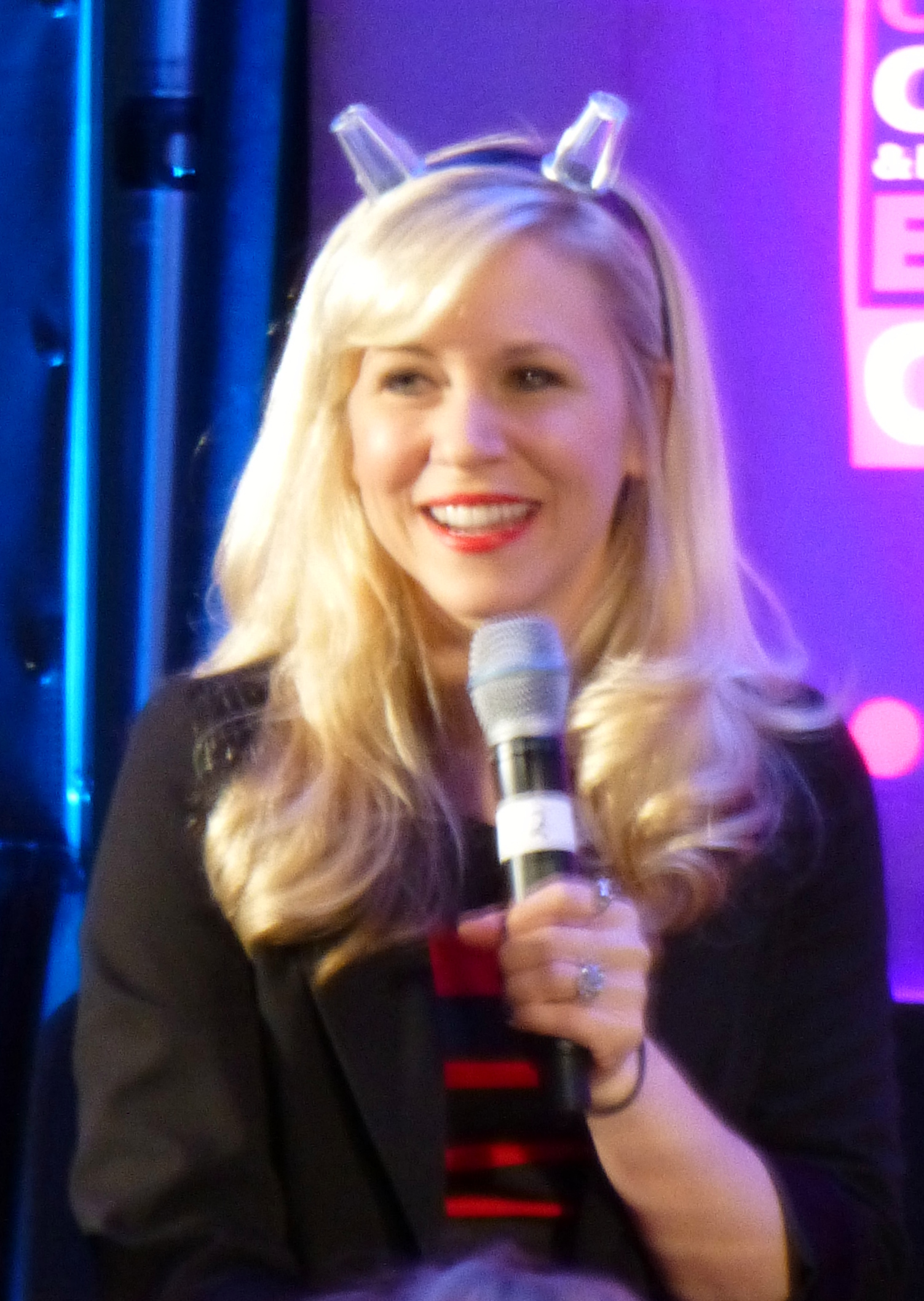
Ashley Eckstein en 2014.

Le 17 février 2008, le site TheForce.net révèle que l'actrice américaine Ashley Eckstein prêtera sa voix au personnage d'Ahsoka Tano. Lors de l'audition de l'actrice, Dave Filoni, superviseur de la réalisation de Star Wars: The Clone Wars, désirait qu'Eckstein apporte un peu de sa propre personnalité dans le personnage d'Ahsoka. Ainsi, la personnalité de l'actrice a eu un impact important afin d'obtenir le rôle. Une fois la production de The Clone Wars débutée, il a fallu environ six mois à Eckstein et aux scénaristes pour bien cerner le personnage. Par conséquent, une grande partie des dialogues de la première moitié de la première saison ont été réenregistrés afin de mieux représenter Ahsoka. Selon Eckstein, l'arrivée de Matt Lanter, l'interprète d'Anakin Skywalker, a permis de solidifier le personnage.
Tandis que le rôle offre la possibilité à l'actrice d'élargir son imagination, Eckstein estime que les sons du corps sont difficiles à interpréter car certains, comme être frappée par un sabre laser, ne sont pas utilisés dans la vie quotidienne. Afin d'être immergée dans l'univers de Star Wars, Eckstein utilise un crayon comme sabre laser lors des sessions d'enregistrement. L'actrice apprécie que malgré l'univers lointain de la saga et ses événements, les enfants et les adolescents peuvent s'identifier à Ahsoka pour comprendre les différentes étapes émotionnelles qu'elle traverse. Dans la série télévisée Star Wars Rebels, Eckstein reprend son rôle d'Ahsoka quand celle-ci se cache sous le nom de Fulcrum. Afin de préserver la véritable identité de Fulcrum, la voix d'Eckstein fut modifiée.
L'actrice a appris l'introduction d'Ahsoka dans Rebels environ un an avant la diffusion de l'épisode final de la première saison. Lors des premières sessions d'enregistrement de Rebels, Eckstein éprouvait une difficulté avec le ton qu'elle devait adopter pour la voix. Filoni lui conseille alors d'utiliser un ton bas, mais aussi et principalement sa propre voix en raison de l'âge proche de l'actrice et d'Ahsoka. Alors que quatorze ans sépare les événements de The Clone Wars et Rebels, Eckstein ne sait pas ce qu'Ahsoka a vécu entre les deux séries, ce qui a représenté une difficulté pour sa performance vocale. En effet, Filoni évite de donner aux interprètes des intrigues détaillées afin que cela n'affecte pas leurs performances. Ainsi, Eckstein n'a pas su si Ahsoka allait survivre lors de son duel contre Dark Vador.
Rosario Dawson l'interprète dans la série The Mandalorian.

## Création du personnage

### Développement
Ahsoka Tano a été créée par George Lucas, le créateur de Star Wars, afin d'expliquer la différence de comportement d'Anakin Skywalker entre L'Attaque des clones, où il est un apprenti Jedi impertinent et indiscipliné, et La Revanche des Sith, où il est un chevalier Jedi sage et réservé. Lucas a toujours voulu explorer l'idée d'un padawan pour Anakin, mais ce dernier n'en a pas eu le temps durant les films. Pour Star Wars: The Clone Wars, il était nécessaire d'avoir un personnage, un apprenti, qui apporte un dynamisme à l'histoire. Le personnage d'Ahsoka est dévoilé pour la première fois le 29 janvier 2008 par Lucasfilm.
Initialement, Dave Filoni, superviseur de la réalisation de Star Wars: The Clone Wars, avait pour idée que la série tournerait autour d'un équipage qui voyageaient à bord d'un vaisseau spatial similaire au Faucon Millenium. Cet équipage aurait inclut un padawan Jedi nommé Ashla et son maître Jedi. Cependant, Lucas décida que la série devait se concentrer sur les personnages des films, mais certaines idées de Filoni furent incluses, comme Ashla, dont le prénom a finalement été changé en Ahsoka où Lucas décida d'en faire un personnage féminin. Lucas, qui a deux filles, avait la forte conviction que la science-fiction et la fantaisie pouvait attirer les préadolescentes grâce au personnage d'Ahsoka.
Lors du développement du personnage, Filoni a conçu une histoire, non produite dans The Clone Wars, se déroulant durant l'enfance d'Ahsoka avant qu'elle ne soit découverte par le maître Jedi Plo Koon. Celle-ci devait raconter l’histoire d'un chasseur de primes, nommé Latranz, qui s'intéresse aux enfants sensibles à la Force et se fait passer pour un Jedi dans le but de kidnapper Ahsoka. Le personnage est, selon Filoni, inspiré par celui de San dans le film japonais Princesse Mononoké sorti en 1997. Le réalisateur compare, notamment, le fait que les deux personnages ont grandi sans leurs parents, ce qui oblige à apprendre un mode de vie différent, et que San et Ahsoka sont sauvages et indépendantes. La façon dont San se déplace a influencé les différents mouvements d'Ahsoka, particulièrement ses déplacements rapides décrits comme ceux d'un animal.

### Écriture
Dès le début de l'écriture du personnage, Dave Filoni est face à un problème, le réalisateur n'ayant aucune idée de la vie d'une jeune fille de quatorze ans. Il essaie alors d'avoir un aperçu grâce à ses collègues féminins de Lucasfilm, mais arrive finalement à la conclusion que « la jeune fille est d'abord un Jedi. Je sais ce que les Jedi sont. Je vais écrire un Jedi âgé de quatorze ans et voir comment ça se passe »,.

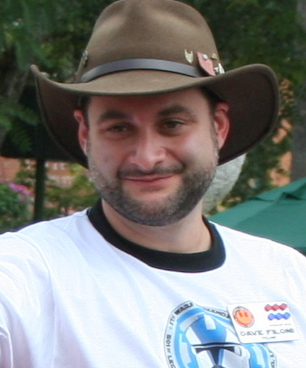
Dave Filoni en 2009.

Le réalisateur a toujours eu « une histoire en tête » concernant le développement global du personnage d'Ahsoka. Pour Filoni, la présence d'Ahsoka dans Star Wars: The Clone Wars aide la relation entre Obi-Wan et Anakin, « cela donne à Anakin une façon de comprendre ce qu'à vécu Obi-Wan, et cela permet à Anakin et Obi-Wan d'en discuter. Obi-Wan apprécie le fait qu'Anakin ait une apprentie et qu'il soit mis au défi »,. Ashley Eckstein, qui interprète Ahsoka, avoue qu'elle et les scénaristes étaient conscients de la réaction du public qui trouve le personnage agaçant, mais qu'il suffit de peu pour le rendre attachant.
Une saison d'écart sépare la production de The Clone Wars et la diffusion originale, ce qui inclut le développement d'Ahsoka. Eckstein implore alors les fans d'être patients avec la croissance du personnage. Lorsqu'Ahsoka quitte l'Ordre Jedi à la fin de la cinquième saison de la série, le scénario prévoyait initialement son retour à l'Ordre. Cependant, Filoni suggère à Lucas qu'Ahsoka reste expulsée de l'Ordre afin de voir où cela mènera le personnage, ce que Lucas accepte. Filoni se décrit comme le protecteur du personnage d'Ahsoka.
Le personnage de Fulcrum, introduit au début de Star Wars Rebels, a toujours été conçu comme étant Ahsoka. Filoni, qui est co-créateur, superviseur de la réalisation et producteur délégué de la série, voit le nouveau rôle d'Ahsoka comme similaire à celui joué par Obi-Wan Kenobi dans Un nouvel espoir. Le rôle est également inspiré par le personnage de Gandalf, de la trilogie du Seigneur des anneaux, où ce dernier aide les héros. Alors qu'elle est plus mature et confiante dans Rebels, Filoni voulait tout de même que la personnalité d'Ahsoka durant sa jeunesse soit encore présente. Il cite la passion des fans pour le personnage comme une des raisons de l'importance d'Ahsoka dans The Clone Wars et Rebels.

## Adaptations

### Livres, romans et bandes dessinées
Ahsoka apparaît dans de nombreux livres, romans et bandes dessinées tirés de la série d'animation Star Wars: The Clone Wars et sortis avant son annulation le 11 mars 2013,. Contrairement à la série, ces produits dérivés ne sont plus canoniques dans l'univers Star Wars. Cependant, tous les produits sortis depuis 2014 sont eux considérés comme canon. Ainsi, dans le roman Riposte, sorti en 2015, Ahsoka est référencée, sous son nom de code Fulcrum, par le pilote rebelle Wedge Antilles. Ce dernier évoque une mission dans laquelle il s'est cassé la jambe à bord de son chasseur A-wing à la suite d'un crash au bord d'un volcan. Cette mission s'est passée dans les premiers jours de l'Alliance rebelle où Wedge fut encouragé à aller sur ladite mission par un agent connu sous le nom de Fulcrum. Plusieurs références mineures sont également en lien avec Ahsoka dans différents médias, notamment dans les romans Tarkin, sorti en 2014, Les Seigneurs des Sith et Return of the Jedi: Beware the Power of the Dark Side!, sortis en 2015, et la bande dessinée Kanan : Le Dernier Padawan sortie en 2015.
Ahsoka apparaît dans de nombreux guides consacrés à The Clone Wars, Rebels ou à la saga entière. Elle est aussi présente dans un comic strip intitulé Ocean Rescue et publié dans le douzième numéro britannique du Star Wars Rebels Magazine en décembre 2015. Depuis mars 2016, Ahsoka apparaît dans plusieurs novélisations, publiées sous forme de romans, des épisodes tirés de la série d'animation Star Wars Rebels. Ahsoka apparaît également dans son propre roman qui relate les événements depuis son départ de l'Ordre Jedi dans The Clone Wars jusqu'à sa première apparition dans Rebels. Intitulé Ahsoka et écrit par E. K. Johnston, il est paru le 11 octobre 2016 aux États-Unis.

### Jeux vidéo
Dès 2008, Ahsoka est un personnage jouable dans deux jeux vidéo d'action basés sur le film et la série Star Wars: The Clone Wars. Intitulés Star Wars: The Clone Wars - Duels au sabre laser et Star Wars: The Clone Wars - L'Alliance Jedi, le premier est développé par Krome Studios et le second par LucasArts,. Un an plus tard, elle est présente dans un nouveau jeu d'action, Star Wars: The Clone Wars - Les Héros de la République, également développé par Krome Studios, qui se déroule durant la première saison de la série. De 2010 à 2014, Ahsoka est dans Star Wars: Clone Wars Adventures, un jeu de rôle en ligne massivement multijoueur développé par Sony Online Entertainment,. En 2011, elle est présente dans le jeu d'action-aventure Lego Star Wars 3: The Clone Wars développé par Traveller's Tales.
Deux ans plus tard, elle apparaît dans le jeu de flipper Star Wars Pinball développé par Zen Studios (en) en partenariat avec LucasArts. En 2014, Ahsoka est incluse dans le jeu mobile de type tower defense nommé Star Wars: Galactic Defense. L'année d'après, elle est présente dans Disney Infinity 3.0, un jeu de type monde virtuel libre associé à des figurines, développé par Avalanche Software. En fin d'année, elle rejoint un jeu vidéo de rôle sur mobile, Star Wars : Les Héros de la galaxie, dans sa version de The Clone Wars. Le personnage d'Ahsoka retourne en 2016 dans l'univers de Lego grâce à un contenu téléchargeable consacré à la série Star Wars Rebels pour le jeu Lego Star Wars : Le Réveil de la Force. En 2017, la version de Rebels du personnage est ajoutée aux Héros de la galaxie. La même année, Ahsoka intègre un autre jeu de rôle sur mobile, Star Wars: Force Arena, également dans sa version de The Clone Wars. Un an plus tard, la version de Rebels d'Ahsoka est ajoutée au jeu.

### Figurines
En 2008, Hasbro produit la toute première figurine d'Ahsoka Tano dans le cadre de la ligne de jouets de la série Star Wars: The Clone Wars. Bien qu'Ahsoka soit un personnage principal de la série, peu de figurines sont conçues en raison d'un rare changement de tenues dans The Clone Wars. La ligne de jouets consacrée à la série se termine en 2013. En 2009, Ahsoka rejoint une nouvelle ligne de jouets, également par Hasbro, nommée Star Wars Transformers. La ligne mêle l'univers de Star Wars et de Transformers, où Ahsoka peut se transformer en chasseur Jedi à la façon des Transformers. Depuis 2015, Hasbro produit à nouveau des figurines centrées sur Ahsoka d'après la série Star Wars Rebels,.
Plusieurs figurines d'Ahsoka Tano ont également été créées par Lego pour la collection Lego Star Wars depuis 2008. Parallèlement, la société Funko produit deux figurines bobblehead sur Ahsoka. La première, d'après The Clone Wars, sort en 2008 dans la collection Wacky Wobbler, tandis que la deuxième, d'après Rebels, sort en 2016 dans la collection Pop!. Celle-ci est également produite, en 2017, sous la forme d'un hologramme. En 2018, lors de la convention Emerald City Comicon (en), Ahsoka rejoint la collection Galactic Plushies, également produite par Funko et consacrée à Star Wars. La même année, deux figurines Pop!, d'après les deux tenues d'Ahsoka dans The Clone Wars, sont commercialisées.

## Accueil
Lorsque le personnage d'Ahsoka Tano est introduit dans le long métrage Star Wars: The Clone Wars, beaucoup de critiques reprochent au personnage d'avoir un caractère désagréable et qu'Ahsoka doit forcément mourir,. Ce deuxième reproche fait référence à l'absence du personnage dans La Revanche des Sith. Il est alors suspecté qu'Ahsoka allait mourir avant les événements de l'épisode III. Le journal Los Angeles Times décrit Ahsoka comme un personnage qui est « soigneusement conçu pour être mignon »,. De son côté, le magazine Wired estime insuffisant le bustier tubulaire et la minijupe qu'Ahsoka porte durant le long métrage et les deux premières saisons de la série du même nom. Cependant, dès la nouvelle tenue du personnage, le magazine qualifie celle-ci comme « plus appropriée »,. L'immaturité initiale d'Ahsoka lui a permis de grandir afin d'être considérée comme un personnage équilibré et complexe. Durant la série, la jeunesse d'Ahsoka sert aux jeunes téléspectateurs afin qu'ils puissent s'identifier au personnage.
Le site web Io9 considère Ahsoka comme l'un des meilleurs aspects de The Clone Wars et met en évidence le rôle du personnage dans l'exploration des nuances de la guerre et les défauts de l'Ordre Jedi. Tech Times, un site web consacré aux innovations technologiques, définit la série comme l'histoire d'Ahsoka. Le site ajoute que le personnage est le point d'entrée de The Clone Wars. Pour les magazines Variety et Slate, l'arrivée d'Ahsoka dans l'univers Star Wars est conçue pour conquérir le public féminin,. Dès la troisième saison, le personnage d'Ahsoka est jugé moins irritant et plus mature que durant les précédentes et le film,. Le journaliste Chris Taylor estime dans son livre, How Star Wars Conquered the Universe: The Past, Present, and Future of a Multibillion Dollar Franchise, que la décision d'Ahsoka de quitter l'Ordre Jedi est le cliffhanger le plus inattendu de la série. Selon The Mary Sue, un site web centré sur la place des femmes dans le monde des geeks, la relation entre Ahsoka et Anakin Skywalker, son maître Jedi, est essentielle afin de comprendre le développement d'Anakin entre L'Attaque des clones et La Revanche des Sith.
Certaines critiques émettent l'hypothèse que le sentiment d'échec d'Anakin, quand Ahsoka quitte l'Ordre Jedi, contribue à sa chute vers le côté obscur de la Force,,. Ahsoka est considérée comme l'un des personnages les plus importants de Star Wars,, en particulier pour les jeunes filles,. Selon Erika Travis, l'un des auteurs de Fan Phenomena: Star Wars (2013), Ahsoka est « compatissante et féminine sans être ouvertement sexualisée »,. De son côté, Peter W. Lee, l'auteur de A Galaxy Here and Now: Historical and Cultural Readings of Star Wars (2016), voit en Ahsoka une icône féministe. Il ajoute qu'elle est l'un de plusieurs personnages qui rendent The Clone Wars supérieur aux six premiers films en dépeignant les femmes fortes. Parallèlement, Ashley Eckstein, qui prête sa voix au personnage, est nommée en 2012 et 2013 aux BTVA Awards dans la catégorie de la meilleure performance vocale féminine dans une série télévisée,. En 2015, le site WatchMojo.com classe Ahsoka comme le troisième meilleur personnage de l'univers étendu de Star Wars.